# Atrichochira
Atrichochira là một chi ruồi trong họ Bombyliidae. Có 4 loài đã được miêu tả, 2 loài ở Nam Phi và 2 loài ở tây Úc.

## Các loài
- Atrichochira commoni Lambkin & Yeates, 2003
- Atrichochira inermis (Bezzi, 1912)
- Atrichochira paramonovi Lambkin & Yeates, 2003
- Atrichochira pediformis (Bezzi, 1921)